# Adaptronik
Adaptronik (Kunstwort aus adaptiv und Elektronik) ist eine interdisziplinäre Wissenschaft, die sich mit dem Aufbau adaptiver (selbstanpassender), aktiv reagierender mechanischer Struktursysteme befasst. Die in der Adaptronik verwendeten Aktoren werden, anders als in der Mechatronik, direkt in den Kraftfluss integriert und nutzen die elastomechanischen Eigenschaften der verwendeten Materialien aus.

## Bedeutung und Geschichte
Die Adaptronik wird in den USA seit den frühen achtziger Jahren unter dem Begriff der Smart Structures oder auch Smart Materials beforscht, zunächst mit dem Ziel der Realisierung veränderlicher, d. h. anpassungsfähiger Satellitenstrukturen für das SDI-Projekt.
Untersucht wurde beispielsweise die aktive Kontrolle der Form von Reflektoren oder die Schwingungen und Verformungen von Stabwerken. Anspruch war, die Auswirkungen von veränderlichen Umgebungsbedingungen auf die mechanischen Strukturen (zum Beispiel die thermomechanischen Beanspruchungen der Leichtbaustrukturen infolge der stark veränderlichen Sonneneinstrahlung im Erdschatten beziehungsweise bei direkter Bestrahlung oder die mechanischen Eigenschaftsveränderungen der alternden Satellitenstrukturen bei hohen Betriebsdauern) aktiv auszugleichen.
In Deutschland beschäftigte man sich – zunächst im Bereich der Grundlagenforschung und nachfolgend der angewandten FuE – etwa 10 Jahre danach mit diesem Technologieansatz. Von diversen Experten wird den smarten Materialsystemen und der Adaptronik eine stark zunehmende Rolle in modernen Produkten beigemessen. Sie würden, aufgrund der technologieimmanenten Komplexität, eine erschwerte Kopierbarkeit der Produkte und einen Wettbewerbsvorsprung von Hochtechnologiestandorten bedeuten. Als ein Hindernis für die breite kommerzielle Nutzung der Adaptronik werden gerade von Serienanwendern häufig noch zu hohe Kosten für Adaptronik-Komponenten und resultierende Adaptronik-Endprodukte angeführt. Hier wurden jedoch in den letzten Jahren große Fortschritte erzielt, diese auch durch angrenzende Technologieentwicklungen und Produkte wie die u. g. Piezo-Dieseldirekteinspritzung.

## Multifunktionale Basiswerkstoffe
Ein Großteil der in adaptronischen Systemen eingesetzten Werkstoffe kann sowohl als Aktor als auch als Sensor verwendet werden. In diesem Sinne übernehmen diese Werkstoffe zwei Funktionen. Da die Idee der Adaptronik im direkten mechanischen Eingriff in Strukturen, die durch Integration der Werkstoffe in die mechanischen Lastpfade von Strukturen besteht, wird die aktorische und sensorische Funktion durch diese mechanisch lasttragende, dritte Funktion ergänzt. Demzufolge werden die in der Adaptronik vorzugsweise verwendeten Basiswerkstoffe auch multifunktional genannt.
Diese multifunktionalen Werkstoffe zeichnen sich dadurch aus, dass sie elektrische, thermische oder andere Energie in mechanische Energie umwandeln. Folglich werden diese Werkstoffe auch Wandlerwerkstoffe oder Energiewandler genannt, im angelsächsischen auch Transducers. In der Adaptronik finden besonders solche Wandlerwerkstoffe Verwendung, bei denen die nicht-mechanische Energieform (beispielsweise die elektrische) technisch besonders gut kontrollier- bzw. auswertbar ist.
Bei bestimmten dieser Werkstoffe kann diese Energiewandlung in beide Richtungen reziprok geschehen. Bekanntestes und viel zitiertes Beispiel ist die Piezoelektrizität bestimmter Werkstoffe. Bei diesen führt die Einwirkung eines mechanischen Druckes zu einer Verschiebung von elektrischen Dipolen und einer Ausbildung elektrischer Ladungen an am Piezoelement angebrachten Elektroden. Die resultierende elektrische Spannung kann sensorisch erfasst und ausgewertet werden. Anwendungsbeispiele für diesen piezoelektrischen Effekt im Alltag sind elektrische Feuerzeuge, im technischen Bereich piezoelektrische Sensoren wie Kraft-, Beschleunigungs- oder Dehnungsaufnehmer. Der inverse piezoelektrische Effekt, der eine Verformung des Piezomaterials infolge des Anlegens einer elektrischen Spannung entspricht, wird aktorisch verwendet. Dieser Effekt wird in akustischen Generatoren als Lautsprecher-Hochtöner, Signalgebern etc. genutzt. Darüber hinaus sind vielfältigste Aktorbauformen für die Positions- und Schwingungserzeugung am kommerziellen Markt verfügbar.
Neben den Piezowerkstoffen sind die gebräuchlichsten Werkstoffe in der Adaptronik die sogenannten Formgedächtnislegierungen. Diese werden meist thermisch, in bestimmten Legierungszusammensetzungen jedoch auch magnetisch aktiviert. Die thermischen Formgedächtnislegierungen werden in der Chirurgie für Stents verwendet, die verengte Blutbahnen erweitern und offenhalten sollen und die durch die Körperwärme aktiviert werden. Darüber hinaus werden sie – üblich in Drahtform – für kompakte, einfache Stellaktoren (zum Beispiel Prinzip des Bowdenzugs) oder für schaltende, teilweise sehr schnelle Verriegelungssysteme eingesetzt. Letzteres ist zum Beispiel aktuell für reversible Pkw-Crashaktoren als Ergänzung von Airbags in der Entwicklung – Vorteil: der Formgedächtniswerkstoff ist vergleichend zu den pyrotechnischen Airbagaktoren reversibel ansteuerbar und damit wiederholt und damit für Pre-Crash-Anwendungen verwendbar.
Ferner werden magnetostriktive Werkstoffe eingesetzt, beispielsweise als Aktoren in Sonaren von Schiffen oder in adaptiven Schwingungstilgern. Zudem kommen Fluide zum Einsatz, die durch das Anlegen elektrischer (elektrorheologische Fluide) oder magnetischer Felder (magnetorheologische Fluide) ihre Viskosität ändern. Eingesetzt werden diese Fluide beispielsweise in der Hydraulik sowie in Stoßdämpfern im Fahrzeugbau oder Sportgeräten.

## Funktionsprinzip und Anwendungsbeispiele
Um das Funktionsprinzip der Adaptronik zu demonstrieren und neue Verfahren und Methoden zu erarbeiten, werden häufig Balken mit aufgeklebten Piezofolienaktoren, auch Piezopatches genannt, verwendet. Hier können Schwingungen des Balkens durch geeignete Ansteuerung der Piezopatches stark reduziert werden. Der Transfer in Anwendungen wie beispielsweise Hautfelder von Maschinenverkleidungen, Schallschutzkabinen, Fassadenelemente wie Fenster, Rotorblätter von Helikoptern, Ausleger in der Robotik und Seitenleitwerken von Militärflugzeugen ist recht offensichtlich und fortwährender Bestandteil der anwendungsorientierten Forschung. Rein aktorisch wird dieses Prinzip der Piezobiegebalken beispielsweise in Textilmaschinen mit hohen Stückzahlen und sehr großer Lebensdauer eingesetzt.
Ein weiteres typisches Demonstrationsobjekt ist ein Wasserglas mit darunterliegender, adaptronischer Schnittstelle, die wiederum auf einer schwingenden Unterstruktur montiert ist. Werden die in der Schnittstelle verbauten Aktoren geeignet angesteuert, kann das Wasser im Glas trotz der unter ihr und der Schnittstelle wirkenden Störschwingungen in Ruhe gehalten werden. Gedanklich kann man dieses Beispiel einer aktiv verformbaren Schraubverbindung gleichsetzen. Anwendungsbeispiele sind aktive Lager zur Montage von Maschinen an Fundamenten (z. B. Maschinen in Fabriken oder Schiffsaggregate, die schwingungs- und störarm arbeiten sollen), die Anbindung von Aufspannplatten mit darauf montierten sensiblen Aufbauten im Labor, die Lagerung empfindlicher optischer Komponenten oder die Anbindung der Karosserie an einem Pkw-Fahrwerk. Anwendung findet dies auch bei der Entwicklung adaptiver Tragwerke. Typisch werden diskrete Aktoren wie z. B. Piezo-Multilayer eingesetzt. Solche Aktoren sind als Massenprodukt aktuell sehr gut bekannt aus dem Bereich der Piezo-Dieseleinspritztechnik. Auch hier ist eine sehr hohe nachgewiesene Zuverlässigkeit der Aktorik von großer Bedeutung.

## Voraussetzungen für die adaptronische Systementwicklung
Neben Kompetenz im Bereich der Werkstoffe, dem Sensor- und insbesondere dem Aktordesign wie der Strukturmechanik und zumeist Strukturdynamik – dies zur Erreichung der adaptronischen mechanischen Zielfunktion zum Beispiel zur aktiven Kontrolle von Schwingungen, Lärm oder Verformungen – ist für die effiziente Auslegung und Realisierung eines solchen Systems besonders die Modellbildung und Simulation von Komponenten und insbesondere komplexen Systemen essentiell. Diese Simulation muss die verschiedenen Systemkomponenten wie Aktorik, Sensorik, mechanische Struktur, Elektronik wie zum Beispiel Filterung, regelungstechnischem Code sowie die einwirkenden mechanischen Umgebungsbedingungen geeignet zusammenführen. Zum Einsatz kommen Methoden und Werkzeuge der FEM (Finite-Elemente-Methode), der MKS (Mehrkörpersimulation), der CACE (Computer Aided Control Engineering) bzw. RCP (Rapid Control Prototyping), der EDA (Electronic Design Automation), CAD (computer-aided design) wie auch der EMA (Experimentelle Modalanalyse), der TPA (Transfer Path Analysis, vgl. Übertragungsfunktion), der Betriebsschwingungsanalyse und viele andere mehr. Die Simulation dient dabei der Systemanalyse, der Test und der Bewertung möglicher Lösungskonzepte wie der Performanceabschätzung. Da die Adaptronik prinzipiell auf die Funktionsintegration in die mechanischen Lastpfade zielt, ist es wichtig, die starke Rückwirkung der verschiedenen Systemkomponenten untereinander in der Simulation unbedingt hinreichend zu berücksichtigen. Um den Aufwand für die Modellbildung, Simulation und damit Auslegung der adaptronischen Systeme zu optimieren, ist – wie oben mit den Methoden und Werkzeugen bereits angedeutet – eine Verwendung von sowohl numerischen als auch experimentellen Methoden und Verfahren zur Modellbildung angeraten. Zudem sind die Kompetenzen der Regelungstechnik, Elektronik, Codedesign, Systemintegration, Fertigungs- und Verarbeitungstechnik und Zuverlässigkeit von essentieller Bedeutung für die Adaptronik.
Dies insbesondere auch vor dem Hintergrund der Realisierung eines für den jeweiligen Anwendungsfall besonders optimierten Systems. So wird eine großserientechnische Lösung wie zum Beispiel für den Bereich Automotive üblich anders bewertet werden als eine Sonderlösung im Anlagenbau oder der Raumfahrt. Neben der Erfüllung der Zielfunktion und der erzielbaren Performance eines adaptronischen Systems werden immer die abbildbaren Kosten und Zuverlässigkeiten prägend sein. So wird die Verwendung kostenintensiver, leistungsstarker Regelelektronik mit maximaler Systemperformance und Sonderfunktionen für eine Highend-Sonderanwendung wünschenswert sein, wenn dies am Endprodukt entscheidende verkaufbare Vorteile bewirkt, hingegen für ein Massenprodukt im Consumerbereich nicht argumentierbar sein.
Adaptronikprojektteams setzen sich sehr häufig aus Wissenschaftlern und Ingenieuren des Maschinenbaus unterschiedlicher Anwendungsrichtungen und der Mechanik, Konstruktion, dem Leichtbau, den Materialwissenschaften, der Regelungstechnik, der Elektrotechnik, Informatik, Physik, Mathematik zusammen.

## Bemerkungen
1. ↑   Ein Lastpfad ist der „Pfad“, den die Kraft bei einem Aufprall nimmt.